# ブルース
ブルース（英語: blues、英語発音 [blú:z]）は、アメリカ合衆国深南部でアフリカ系アメリカ人の間から発生した音楽の一ジャンルである。19世紀後半ごろに米国深南部で黒人霊歌、フィールドハラー
（農作業の際の叫び声）や、ワーク・ソング（労働歌）などから発展したものといわれている。ジャズが楽器による演奏が主体なのに対して、ギターを伴奏に用いた歌が主役である。アコースティック・ギターの弾き語りを基本としたデルタ・ブルース、カントリー・ブルース、エレクトリック・ギターを使用したバンド形式に発展したシカゴ・ブルースなど多様に展開している。
日本語では「ブルース」の表記が一般的であるが、英語の発音より「ブルーズ」とも表記される。

## 概要

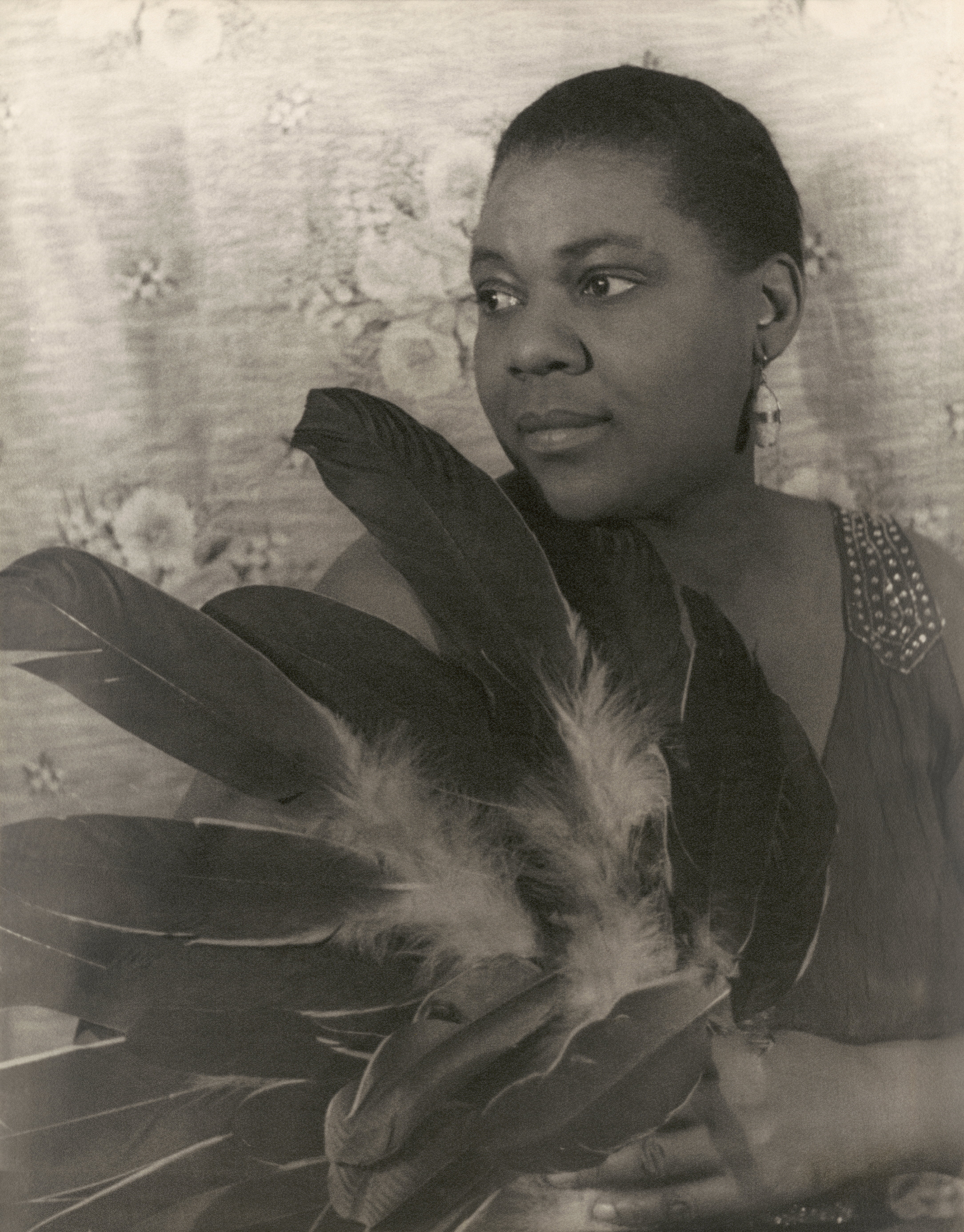
ベッシー・スミス 1936年2月
カール・ヴァン・ヴェクテン撮影

悲しみ・憂鬱の感情が英語では「ブルー（blue）」の色でたとえられることに由来している。ブルースは悲しみ・憂鬱の他に「恋の喜び、性欲、時事問題、白人社会や人種差別への反発」など、喜怒哀楽、あらゆる感情を表現している。ジョン・リー・フッカーは「ブルース・メイクス・ミー・ハッピー」と語っていた。後にラップが「黒人のCNN」と呼ばれたことを、先取りした音楽との見方もできる。20世紀以降のポピュラー音楽に幅広く影響を与え、ジャズやロックンロールのルーツのひとつとしても知られている。1900年代にも白人がブルースを楽譜化した例があり、また1912年のフィドル奏者ハート・ワンドによる「ダラス・ブルース」は、ブルースをコピーした楽譜が著作権保護された初期の例とされている。
ブルースは自由な音楽表現だが、決め事も多い。楽曲の基本的な構成として、12小節形式（ブルース形式）が用いられる場合が多い。12小節形式の基本はA・A・Bの形式をとる。つまり、4小節の同じ歌詞を2度繰り返し、最後の4小節で締めの歌詞を歌う。これがワンコーラスとなる。
ブルース形式（12小節形式）のコード進行
| I  | I または IV | I | I          |
| IV | IV          | I | I          |
| V  | IV または V | I | I または V |

これらのローマ数字は、コード度数を表している。これが例えばキーがC（ハ長調）だとすると以下の通りとなる。
| C | C または F | C | C          |
| F | F          | C | C          |
| G | F または G | C | C または G |

歌詞は、身近な出来事や感情を表現したものが多い。日常の幸せなことや憂鬱なこと（blues）を12小節に乗せて歌う。アメリカ南部の黒人にとって楽器を入手するのは困難であったことから、粗悪な中古品や軍楽隊の放出品を使用することが多かったとされる。従って、初期のブルースはアコースティック・ギターによる弾き語りが多かった。
ブルースは基本、ブルー・ノート・スケールと呼ばれているスケール（音階）で演奏された。ブルー・ノート・スケールはメジャー・スケール（長音階）にブルー・ノートと呼ばれる短3度（移動ドレミの♭ミ）、短7度（移動ドレミの♭シ）を加えた音階である。当時の西洋学理上では短3度、短7度ともマイナー（短調）固有の音であり、通常はメジャー（長調）では使用されなかった。また、マイナー（短調）固有の音ではないが、短5度（移動ドレミの♭ソ）も準ブルー・ノートと呼ばれブルースでは多用されている。
ブルースのシャッフルまたはウォーキング・ベース・ギターは、反復によりグルーヴを生み出す。ブルースの特徴であるシャッフルは、スウィング・ジャズ、ブギウギ、R&B、ソウル、ロックンロール、ロカビリーなどで使用された。また、ブラインド・ブレイクやブラインド・ボーイ・フラーは、フィンガー・ピッキングの名手としても知られた。

## 歴史

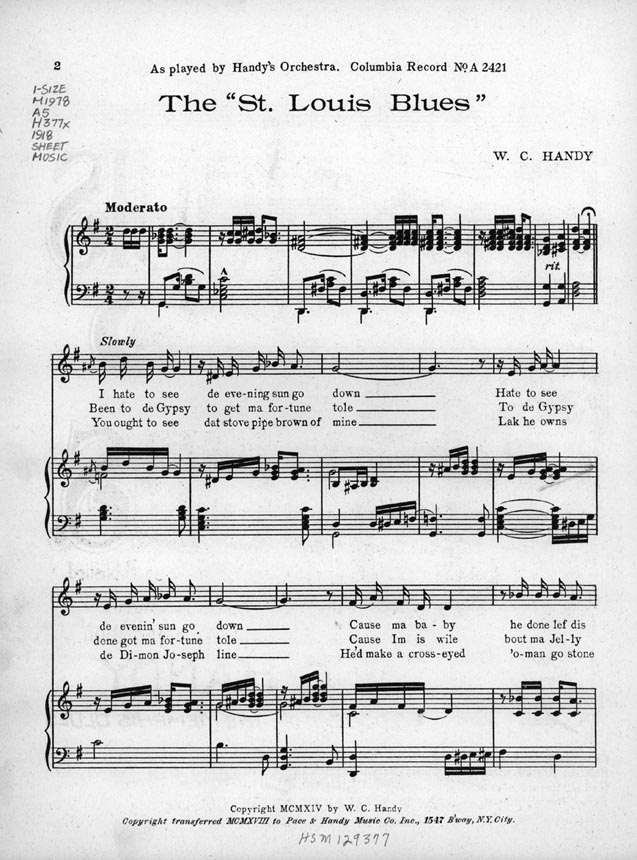
W.C.ハンディの"St. Louis Blues"の譜面 (1914)

19世紀後半ごろに米国深南部で黒人霊歌、フィールドハラー（労働歌）などから発展したものと言われている。一方人種による社会の分断や、歌詞を含めて楽曲が記録されなかったことから、黎明期については判然としない。
1903年、ミシシッピ州のデルタ地帯を旅行中だった黒人中産階級のW・C・ハンディが、同州タトワイラーで黒人によるブルースの生演奏に遭遇した。この後、ハンディは楽曲を楽譜化し、ブルースの存在を世間に公表したが、楽譜を作成しただけのハンディを「ブルースの父」とすることには批判が多い。一方この年をブルース生誕の年とする見方もあり、2003年はブルース生誕100年を記念してアメリカ合衆国議会により、「ブルースの年」と宣言された。
1920年、メイミー・スミスがオーケー・レーベルで記録上初めてブルースを録音する。彼女の"Crazy Blues"は、初年度75,000枚を売り上げるヒットを記録した。また現在、知名度の高い戦前のブルース・シンガーはロバート・ジョンソンだが、当時はチャーリー・パットンの方が、黒人の間での人気が高かった。
戦前のアメリカにおいて、ブルースは深南部からセントルイス、シカゴ、ニューヨークなどへ北上し、各地で様式を変えながら発展した。元々ギターの弾き語り中心であったブルースは、都市部に展開するにつれてピアノとギターのデュオ形式、バンド形式など、より都会的で洗練された形式へと変わって行った。都市部で展開されたブルースをシティ・ブルースという。代表的なミュージシャンは、リロイ・カーなど。しかし都会にあこがれる反面、故郷への想いが強く詩に影響を与えている歌が多い。
シカゴでは、1950年ごろか電気楽器を使用するバンドによるブルースが登場した。デルタ・ブルースを基調とした泥臭いサウンドで、戦前のシティ・ブルースとは一線を画すものであった。このサウンドはシカゴ・ブルースと呼ばれるようになった。その代表格となるのが、マディ・ウォーターズである。ロックンロールの巨匠、チャック・ベリーもこの頃のブルースに大きく影響を受け、後のロックバンドにも受け継がれているといえる。
1950年代前半にはメンフィスからデビューしていたB.B.キングがモダン・ブルースを確立。 モダンブルースは、よりダウンホームなデルタ・ブルース～シカゴ・ブルースより、テキサス・ブルース及びジャンプ・ブルース等に影響された管楽器を含む洗練されたバンド・サウンドを基調とし、エレキ・ギターによるダイナミックなチョーキングを核にしたスクイーズ・ギターとゴスペルの唱法を持ち込んだ歌を特徴とする。 B.B.が切り開いたモダン・ブルースの影響はシカゴにも及び、当時のシカゴの若手ブルースマン達にも影響を与えた。 このモダン・ブルースに影響を受けたシカゴの若手ブルース・マン達（オーティス・ラッシュ、マジック・サム、バディ・ガイ等）の音楽をモダン・シカゴ・ブルースと呼ぶ。1969年には、B.B.キングが「スリル・イズ・ゴーン」をビルボード・ポップ・チャートでヒットさせた。
1960年代には、イギリスにアメリカから多くのブルースのレコードが輸入され、同国でブルース・ロックのブームが起きた。その流れの中で、ローリング・ストーンズ、フリートウッド・マック、マンフレッド・マン、アニマルズなど、ブルースに影響を受けたバンドが多く登場し、ブルース・ロックが隆盛となった。

## 代表的なブルース・アーティスト
| - ジェシー・フラー - チャーリー・パットン - ブッカ・ホワイト - ブラインド・レモン・ジェファーソン - ブラインド・ブレイク - ブラインド・ウィリー・マクテル - ブラインド・ウィリー・ジョンソン（ゴスペル・ブルース） - ベッシー・スミス - レッドベリー - ロバート・ジョンソン - アイク・ターナー - アルバート・キング - アール・フッカー - ウィリー・ディクソン - エルモア・ジェームス - オーティス・スパン - オーティス・ラッシュ - サニー・ボーイ・ウィリアムスンII - J.B.ルノア - ジミー・リード - ジョン・リー・フッカー - ハウリン・ウルフ - ハウンド・ドッグ・テイラー - バディ・ガイ - ヒューバート・サムリン - フェントン・ロビンソン - マジック・サム - マディ・ウォーターズ - マット・マーフィー - リトル・ウォルター | - スリム・ハーポ - アルバート・コリンズ - T-ボーン・ウォーカー - フレディ・キング - ライトニン・ホプキンス - ジェイムズ・コットン - ジュニア・ウェルズ - リトル・サニー - ケブ・モ - ロバート・クレイ - ルイ・ジョーダン - チャールズ・ブラウン - パーシー・メイフィールド - フィービ・スノウ - ギター・スリム - クラレンス・"ゲイトマウス"・ブラウン - スヌークス・イーグリン - スリーピー・ジョン・エステス - タジ・マハール - ナッピー・ブラウン - ビッグ・ビル・ブルーンジー - B.B.キング - ボビー・ブランド（ボビー・ブルー・ブランド） - ロバート・ロックウッド・ジュニア |

### シカゴ・ブルース

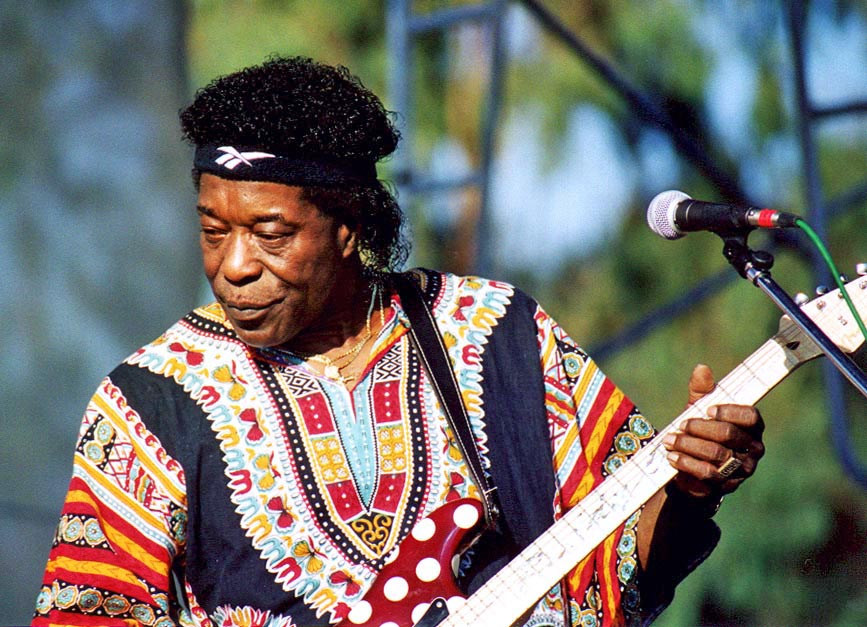
バディ・ガイ

## 日本のブルース・シーン
日本の歌謡曲の中には、楽譜がブルース形式でなくとも、タイトルに「ブルース」の付く曲が多く存在する（例：「別れのブルース」「昭和ブルース」など）が、メロディや編曲はアメリカの黒人由来のブルースとは異なる。
日本において本来の意味でのブルースの流行の端緒として、1960年代後半から1970年代前半にブルース・ブームが起こったとされる。1971年、B.B.キングが初来日を果たす。1973年にスリーピー・ジョン・エスティスの「スリーピー・ジョン・エスティスの伝説（The Legend of Sleepy John Estes）」がオリコン・チャートに食い込むヒットとなった。1974年、「第1回ブルース・フェスティバル」開催。同フェスティバルは第3回まで開催され、エスティスを始めロバート・ロックウッド・ジュニア&エイセズ、オーティス・ラッシュらの来日が実現した。
上記ブームを受け、京都、大阪を中心にウエスト・ロード・ブルース・バンド、憂歌団、ブレイクダウンなど、ブルース・バンドが登場。日本の独自のブルース・シーンが形成されていく。

### 日本のブルース・ミュージシャン
- 吾妻光良
- 有吉須美人
- ウエスト・ロード・ブルース・バンド
- 大木トオル
- 菊田俊介
- 小出斉
- 近藤房之助
- 妹尾隆一郎
- Nacomi Tanaka
- ブレイクダウン
- 山岸潤史
- 憂歌団

## ブルース関連書籍
- ポール・オリヴァー『ブルースの歴史』米口胡＝増田悦佐訳、日暮泰文解説、土曜社、2020年
- ポール・オリヴァー『ブルースと話し込む』日暮泰文訳、土曜社、2016年

## ブルース関連映画
- ワッツタックス/スタックス・コンサート - Wattstax（1973年）/メル・スチュアート監督（ソウルが中心）
- Leadbelly（1976年）/ゴードン・パークス監督（レッドベリーの伝記映画）
- ブルース・ブラザース - The Blues Brothers（1980年）/ジョン・ランディス監督
- クロスロード - Crossroad（1986年）/ウォルター・ヒル監督、ラルフ・マッチオ主演
- モ'・ベター・ブルース - Mo' Better Blues（1990年）/スパイク・リー監督、デンゼル・ワシントン主演
- ディープ・ブルース - Deep Blues（1991年）/ロバート・マッジ監督
- ブルースランド〜ブルースの誕生〜 - Bluesland: A Portrait In American Music（1993年）/ケン・マンデル監督
- ブルース・ブラザース2000 - Blues Brothers 2000（1998年）/ジョン・ランディス監督
- ブルース・ムービー・プロジェクト（マーティン・スコセッシ製作総指揮）(2003年)
  - フィール・ライク・ゴーイング・ホーム - Feel Like Going Home/マーティン・スコセッシ監督
  - ソウル・オブ・マン - The Soul Of A Man/ヴィム・ヴェンダーズ監督
  - ロード・トゥ・メンフィス - The Road To Memphis/リチャード・ピアース監督
  - デビルズ・ファイアー - Warming By The Devil's Fire/チャールズ・バーネット監督
  - ゴッドファーザー&サン - The Godfathers And Sons/マーク・レヴィン監督
  - レッド、ホワイト＆ブルース - Red, White & Blues/マイク・フィギス監督
  - ピアノ・ブルース - Piano Blues/クリント・イーストウッド監督
- ライトニング・イン・ア・ボトル - Lightning In A Bottle（2004年）/アントワーン・フークア監督
- Ray/レイ - Ray（2004年）/テイラー・ハックフォード監督、ジェイミー・フォックス主演
- ブルース・イン・ニューヨーク - Lackawanna Blues（2005年）
- オー・ブラザー! - O Brother, Where Art Thou?（2000年）/ジョエル・コーエン監督、ジョージ・クルーニー主演
- キャデラック・レコード 音楽でアメリカを変えた人々の物語 - Cadillac Records（2008年）/ダーネル・マーティン監督、エイドリアン・ブロディ主演（シカゴ・ブルースの「チェス・レコード」をモデルにした伝記・ミュージカル映画）

## ビブリオグラフィ
- 『男の隠れ家』 2011年1月号 ロック＆ポップスを産んだ黒人音楽の世界 GOSPEL BLUES SOUL JAZZ 朝日新聞出版 （株）グローバルプラネット pp.46-57:妹尾みえ, 78-79, 18-19, 20-23:ピーター・バラカン, 24-27:鈴木啓志, 58-63:大森一輝, 40-45:原田和典